# Sepiolit
Sepiolit, chemický vzorec Mg4Si6O15(OH)2·6H2O, je kosočtverečný minerál, příbuzný mastku. Je také známý jako mořská pěna.

## Název
Odborný mineralogický název sepiolit vytvořil geolog Ernst Friedrich Glocker v roce 1847, protože se mu mořská pěna zdála podobná tzv. sépiové kosti. Název je složen z řeckých slov sepia – sépie a lithos – kámen a charakterizuje jeho strukturu a barvu. Ve starší literatuře se uvádí též název afrodit. Označení mořská pěna (turecky Lületaşı, anglicky Foam of the sea, francouzsky Écume de mer, německy původně podle tureckého originálu Lüle-Stein, později Meerschaum, které se dnes užívá i mezinárodně), pochází z toho, že lidé dříve věřili, že je to zkamenělá pěna z mořských vln.

## Původ
Druhotný minerál vzniklý zvětráváním serpentinitů. Také v sedimentech mořského a jezerního původu, recentně vysrážením ze slané vody v suchých oblastech.

## Morfologie
Krystaly vláknité, také skrytě krystalický nebo amorfní. Tvoří agregáty masivní, porézní, jemně vláknité či zemité, matně lesklé.

## Složení a vlastnosti
Mořská pěna obsahuje prvky Mg 15,84 %, Si 27,45 %, H 1,97 %, O 54,74 %, příměsi Al, Ca, Fe, Ni. Terminologie však není jednotná. Různé prameny uvádějí také různé chemické vzorce. Nejčastější jsou tyto:
- Mg4Si6O15(OH)2·6H2O
- H4Mg2Si3O10
- Mg2Si3O8·2H2O
- Mg3[Si4O10]·Mg(OH)2·3H2O

Je to vodnatý zásaditý křemičitan hořečnatý, těžko tavitelný, odolává vysokým teplotám nad 1000 °C. Rozkládá se kyselinou chlorovodíkovou.
Tvrdost 2–2,5 Mohsovy stupnice (lze rýpat nehtem), hustota 2 g/cm³ (na vodě však plave, protože je pórovitý), štěpnost není známá, lom lasturnatý. Krystalická soustava: kosočtverečná. Barva: bílá, šedobílá, žlutavá, načervenalá, zelenomodrá. Lesk matný, průhlednost: opakní, vryp bílý. Pórovité agregáty díky své nízké hustotě plavou na vodě a lnou k jazyku.

## Parageneze
- serpentin, magnezit, opál

## Využití

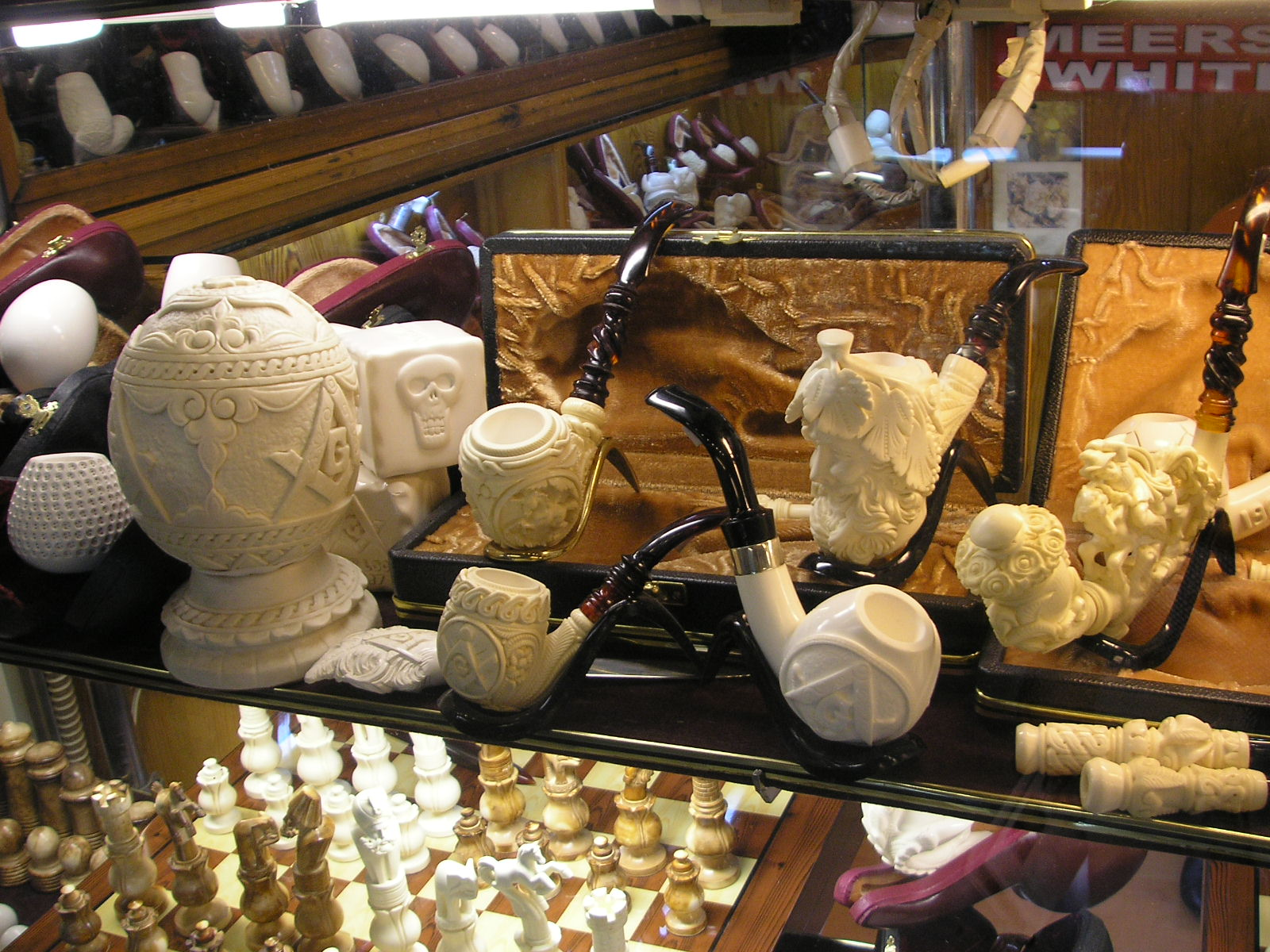
Výrobky ze sepiolitu na bazaru v Istanbulu

V chemickém průmyslu je základem sorbentů, iontoměničů a molekulových sít, používá se jako absorpční přísada do zubních past, náhražka mýdla nebo jako plnivo plastů a barev. Ve stavebnictví jako surovina pro výrobu speciální keramiky a stavebních hmot a jako tepelný a zvukový izolátor, v zemědělství slouží k úpravám půdy.
Z nejčistších a nejkvalitnějších bílých kusů mořské pěny se vyřezávají dýmky, tzv. pěnovky (srov. Jan Neruda: Jak si nakouřil pan Vorel pěnovku) a špičky na cigarety a drobné ozdobné předměty. Pěnovky se začaly vyrábět již v 17. století v Turecku, do Evropy pronikly v 18. století a brzy se staly velkou módou mezi šlechtou. Typickou inspirací pěnovek jsou hlavy slavných osobností, zvířata skutečná i mytologická, erotické scény, lovecké výjevy a podobně. Zvláště oblíbený námět je lidská lebka, do níž je zaťatý orlí spár. Pěnovky se ukládají do dřevěných kufříčků vyrobených na míru, neboť jsou velmi křehké. Při kouření se doporučuje pěnovku držet v rukavici, nebo v kapesníku, protože lidský pot a kožní maz ucpává jemné póry mořské pěny. Po správném nakouření se bílá barva pěnovky mění v medově zlatohnědou. Povrch dýmky bývá též někdy patinován, například včelím voskem, nebo vorvaninou.

## Naleziště
Vyskytuje se v hadcích (serpentinitech). Je to poměrně častý minerál. Největší a nejznámější ložisko se nachází ve Frýgii v Malé Asii, poblíž města Dorylaion (řecky Δορύλαιον, latinsky Dorylaeum, turecky Eskişehir).
Dále:
- Česko – Nová Ves u Oslavan, Hrubšice, Biskoupky, Vlastějovice, Nedvědice aj.
- Slovensko – Mútnik, Klenovec, Vechec
- Rakousko – Aggsbach v Dolním Rakousku
- Řecko – ostrov Samos
- Španělsko – okolí Madridu